# أبدية (فلسفة الزمن)
الأبدية هي مقاربة فلسفية الطبيعة الوجودية للوقت، والتي تأخذ وجهة النظر القائلة بأن كل الوجود في الوقت حقيقي بنفس القدر، على عكس نظرية كتلة الكون المتنامية للوقت، حيث لا يكون المستقبل على الأقل مثل أي مرة أخرى سابقة. بعض أشكال الأبدية تمنح الوقت علمًا مماثلاً لتلك الموجودة في الفضاء، كالبعد، مع وجود أوقات مختلفة حقيقية مثل الأماكن المختلفة، والأحداث المستقبلية والتي «موجودة بالفعل» بنفس المعنى توجد أماكن أخرى بالفعل، وأن هناك لا يوجد تدفق موضوعي للوقت. يُشار إليها أحيانًا باسم نظرية «وقت الكتلة» أو «كتلة الكون» نظرًا لوصفها لزمان الفضاء على أنه «كتلة» رباعية الأبعاد لا تتغير، على عكس نظرة العالم على أنها فضاء ثلاثي الأبعاد معدل بمرور الوقت.

## الحاضر
ينقسم الوقت في الفلسفة الكلاسيكية إلى ثلاث مناطق متميزة: «الماضي» و «الحاضر» و «المستقبل». باستخدام هذا النموذج التمثيلي، يُنظر إلى الماضي بشكل عام على أنه ثابت بشكل ثابت، والمستقبل على الأقل غير محدد جزئيًا. مع مرور الوقت، تصبح اللحظة التي كانت ذات يوم جزءًا من الماضي؛ وجزء من المستقبل، بدوره، يصبح الحاضر الجديد. وبهذه الطريقة يقال أن الوقت يمر، مع لحظة حاضرة مميزة «تتحرك» إلى الأمام نحو المستقبل وترك الماضي وراءها. ضمن هذا الفهم الحدسي للوقت توجد فلسفة الحاضر، التي تجادل بأن الحاضر فقط موجود. إنها لا تسافر إلى الأمام عبر بيئة زمنية، وتتحرك من نقطة حقيقية في الماضي ونقطة حقيقية في المستقبل. بدلاً من ذلك، يتغير الحاضر ببساطة. الماضي والمستقبل لا وجود لهما، وهما فقط مفاهيم مستخدمة لوصف الحاضر الحقيقي والمعزول والمتغير. يقدم هذا النموذج التقليدي عددًا من المشكلات الفلسفية الصعبة، ويبدو أنه من الصعب التوفيق بين النظريات العلمية المقبولة حاليًا مثل نظرية النسبية.

ن مفارقة الشريط والحلقة هي مثال على النسبية للتزامن. يمر طرفا الشريط خلال الحلقة في نفس الوقت في الإطار المتبقي للحلقة (يسار) ، لكن طرفي الشريط يمران واحدًا تلو الآخر في الإطار المتبقي للشريط (يمين).

تلغي النسبية الخاصة مفهوم التزامن المطلق والحاضر الكوني: وفقًا لنسبية التزامن، يمكن للمراقبين في أطر مرجعية مختلفة أن يكون لديهم قياسات مختلفة عما إذا كان حدث معين من الأحداث قد حدث في نفس الوقت أو في أوقات مختلفة، مع وجود لا يوجد أساس مادي لتفضيل أحكام إطار على حساب إطار آخر. ومع ذلك، هناك أحداث قد تكون غير متزامنة في جميع الأطر المرجعية: عندما يكون أحد الأحداث داخل المخروط الخفيف لحدث آخر - ماضيه السببي أو مستقبله السببي - عندئذٍ يظهر المراقبون في جميع الأطر المرجعية أن حدثًا سبق الآخر. يتطابق الماضي السببي والمستقبلي السببي في جميع أطر المرجع، ولكن في أي وقت آخر «في مكان آخر»، وداخله لا يوجد حاضر أو ماض أو مستقبل. لا يوجد أساس مادي لمجموعة من الأحداث التي تمثل الحاضر.

## وصلات إضافية
- Biswas؛ Shaw؛ Modak (1999). "Time in Quantum Gravity". Int. J. Mod. Phys. D. ج. 10 ع. 4: 595. arXiv:gr-qc/9906010. Bibcode:2001IJMPD..10..595B. DOI:10.1142/S0218271801001384.
- Davies، Paul (سبتمبر 2002). "That Mysterious Flow". Scientific American. ج. 287 ع. 3: 40–45. Bibcode:2002SciAm.287c..40D. DOI:10.1038/scientificamerican0902-40.
- Markosian، Ned (2002). "Time: 8. The 3D/4D Controversy". Stanford Encyclopedia of Philosophy. مؤرشف من الأصل في 2020-06-06. اطلع عليه بتاريخ 2006-12-20.
- Nikolic، Hrvoje. "Block time: Why many physicists still don't accept it?" (PDF). مؤرشف من الأصل (PDF) في 2016-04-11.
- Petkov، Vesselin (2005). "Is There an Alternative to the Block Universe View?". PhilSci Archive. مؤرشف من الأصل (PDF) في 2010-09-18. اطلع عليه بتاريخ 2006-12-20.
- Duda، J (2009). "Four-dimensional understanding of quantum mechanics". arXiv:0910.2724 [physics.gen-ph]. {{استشهاد بأرخايف}}: الوسيط |arxiv= مطلوب (مساعدة)
- Wüthrich، Christian (2011). "The fate of presentism in modern physics". مؤرشف من الأصل في 2019-09-12.
- Barbour، Julian (1999). The End of Time. Oxford University Press. ISBN:0195145925.

قالب:Time Topics
قالب:Time in philosophy